# پریکویلو
پریکویلو (به انگلیسی: Prickwillow) یک روستا در بریتانیا است که در الی، کمبریج‌شایر واقع شده‌است.